# Jeff Agoos
Jeffrey Alan „Jeff” Agoos (ur. 2 maja 1968 w Genewie w Szwajcarii) – amerykański piłkarz występujący na pozycji obrońcy. Znajduje się na drugiej pozycji wśród zawodników z największą liczbą występów w reprezentacji Stanów Zjednoczonych.

## Kariera klubowa
Jeff Agoos początkowo był członkiem drużyny piłkarskiej University of Virginia. Zawodową karierę rozpoczynał w 1991 roku w Maryland Bays, jednak jeszcze w tym samym roku trafił do Dallas Sidekicks. W sezonie 1994/1995 Amerykanin reprezentował barwy trzecioligowego niemieckiego zespołu SV Wehen Wiesbaden. Rozegrał dla niego dziewięć spotkań, po czym zdecydował się na powrót do kraju.
W 1996 roku Agoos został zawodnikiem D.C. United, gdzie od razu wywalczył sobie miejsce w podstawowej jedenastce. W debiutanckim sezonie razem z D.C. Agoos sięgnął po tytuł mistrza kraju, w 1998 roku pokonując w finale Deportivo Toluca wywalczył Puchar Mistrzów CONCACAF, w 2000 roku ponownie sięgnął po mistrzostwo Stanów Zjednoczonych. W barwach D.C. United Agoos wystąpił w 158 ligowych spotkaniach i strzelił siedem goli. W 2000 roku został wypożyczony do West Bromwich Albion, jednak nie udało mu się zadebiutować w jego barwach.
W 2001 roku Amerykanin przeszedł do San Jose Earthquakes. Dwa razy zdobył z nim mistrzostwo kraju. W 2001 roku został wybrany najlepszym obrońcą sezonu i po raz trzeci w karierze trafił do najlepszej jedenastki ligowych rozgrywek. W 2005 roku Agoos odszedł do MetroStars, gdzie 8 grudnia zakończył karierę.

## Kariera reprezentacyjna
W reprezentacji Stanów Zjednoczonych Agoos zadebiutował 10 stycznia 1988 roku w przegranym 0:1 pojedynku z Gwatemalą. Po rozegraniu trzech meczów w drużynie narodowej wypadł z kadry na niemal trzy lata. Do reprezentacji powrócił 2 lutego 1991 roku na spotkanie przeciwko Szwajcarii. Pięćdziesiąty występ w kadrze Agoos zaliczył 16 stycznia 1996 roku, kiedy to przeciwnikiem drużyny USA był Salwador.
W 1998 roku Steve Sampson powołał piłkarza do 22-osobowej kadry Stanów Zjednoczonych na mistrzostwa świata. Na mundialu tym Amerykanie zajęli ostatnie miejsce w swojej grupie, natomiast sam Agoos pełnił rolę rezerwowego i nie wystąpił w żadnym z pojedynków. 3 czerwca 2000 roku absolwent University of Virginia rozegrał setny mecz w kadrze (zwycięstwo 4:0 z RPA). W 2002 roku amerykański zawodnik został powołany przez Bruce’a Arenę na Mistrzostwa Świata w Korei Połudnoiwej i Japonii. Na turnieju w Azji reprezentacja USA dotarła do ćwierćfinału, w którym przegrała 0:1 z Niemcami. W wygranym 3:2 spotkaniu rundy grupowej z Portugalią Agoos w 71 minucie strzelił samobójczego gola. W pojedynku przeciwko Polsce jeszcze w pierwszej połowie doznał kontuzji, która wykluczyła go z gry w kolejnych pojedynkach.
Ostatni mecz w reprezentacji Agoos rozegrał 26 maja 2003 roku (wygrana 2:0 z Walią). Dla drużyny narodowej zaliczył łącznie 134 występy. Obecnie więcej gier na koncie w barwach drużyny USA ma tylko Cobi Jones – 164.